# レールチーム
レールチーム(英語: Railteam)とはヨーロッパ域内で高速鉄道の運行事業を行っている7つの企業による連合体である。レールチームではヨーロッパ域内の主要都市を統合された高速鉄道による輸送によって航空輸送に対抗しうる、定時性、環境、価格設定やスピードなど一貫して旅客に提供することを目的としている。
2009年中に共通のチケット販売ウェブサイトやマイレージサービスのような顧客へのポイントサービス、ビジネスラウンジの提供など航空アライアンスが行っているような顧客サービスを計画している。
5つのハブとなるブリュッセル、シュトゥットガルト、リール、ケルン、フランクフルト・アム・マインにあるターミナル駅では2つ若しくはそれ以上の事業者間で乗り継ぎの利便が図られ、多言語スタッフによる旅客案内などのサービスが行われる。

## 構成事業者
レールチームは現在、西ヨーロッパ、中央ヨーロッパの7つの事業者によって構成されている。タリスやリリアなど他の高速鉄道運行事業者はアソシエイトメンバーとなっている。
- ドイツ鉄道 (25%)
- フランス国鉄 (25%)
- ユーロスター (10%)
- オランダ高速鉄道 (10%)

- オーストリア連邦鉄道 (10%)
- スイス連邦鉄道 (10%)
- ベルギー国鉄 (10%)